# Grginac
Grginac is een plaats in de gemeente Veliko Trojstvo in de Kroatische provincie Bjelovar-Bilogora. De plaats telt 273 inwoners (2001).